# Kiyoko Ono
Kiyoko Ono (小野 清子) (Iwanuma, 4 de febrer de 1936 - Tòquio, 13 de març de 2021) va ser una gimnasta artística i política japonesa.

## Biografia
Kiyoko Ono és l'esposa de la gimnasta campió multiolímpic Takashi Ono, amb qui va tenir cinc fills. Va ser medalla de bronze per equips al Campionat Mundial de Gimnàstica Artística de Praga del 1962. Després d'una absència per l'embaràs del seu segon fill, va tornar a la gimnàstica artística als Jocs Olímpics d'estiu de 1964 a Tòquio i va guanyar la medalla de bronze per equips; és la primera medalla olímpica aconseguida en la història de la gimnàstica artística femenina japonesa (i l’única al 2021).
Membre del Partit Liberal Democràtic del Japó, va estar a la Cambra de Consellers durant tres mandats, del 1986 al 2007. El 2003 es va convertir en la primera dona a dirigir la Comissió Nacional de Seguretat Pública; també és la primera dona que ocupa el càrrec de vicepresidenta del Comitè Olímpic Japonès .
Hospitalitzada per una fractura, va contreure COVID-19 i va morir el 13 de març de 2021 a l'edat de 85 anys.

## Premis

### Jocs Olímpics
- Gimnàstica als Jocs Olímpics d'estiu de 1964
  - medalla de bronze a la competició per equips[2]

### Campionats del Món
- Praga 1962
  - medalla de bronze a la competició per equips

## Premis
- Orde Olímpic (plata) el 2016[3]